# İrem Karamete
İrem Karamete (Istanboel, 20 juni 1993) is een Turks schermster.
Ze kwam in 2016 voor Turkije uit op de Olympische Zomerspelen in Rio de Janeiro. Ze werd 27e op het onderdeel floret.